# Brigitte Röder (Prähistorikerin)
Brigitte Röder (* 1961 in Freiburg im Breisgau) ist eine deutsch-schweizerische Prähistorische Archäologin und Professorin für Ur- und Frühgeschichte an der Universität Basel. Ihre Schwerpunkte sind Prähistorische Geschlechterforschung, Sozial- und Kindheitsgeschichte, Theoriebildung und Methodenentwicklung sowie Wechselwirkungen zwischen Gesellschaft und Prähistorischer Archäologie.

## Werdegang und Forschung
Brigitte Röder studierte ab 1982 Ur- und Frühgeschichte, Ethnologie und Provinzialrömische Archäologie in Freiburg und Aix-en-Provence. 1993 wurde sie mit einer Dissertation zum Thema Frühlatènekeramik aus dem Breisgau an der Universität Freiburg promoviert. Anschließend übte sie verschiedene berufliche Tätigkeiten unter anderem in der Archäologischen Denkmalpflege in Deutschland, Frankreich und der Schweiz aus. Von 2000 bis 2002 war sie wissenschaftliche Mitarbeiterin in der Kantonsarchäologie Zug. Von 2002 bis 2005 wirkte sie als nationale Koordinatorin der Schweizer Graduiertenkollegien Gender Studies an der Universität Basel, deren Trägermitglied sie seit 2005 ist.
In den Jahren 2004/05 leitete sie das interdisziplinäre Forschungsprojekt Theoretische und methodische Ansätze für eine archäologische Kindheitsforschung im Rahmen des nationalen Schweizer Forschungsprogramm Kindheit, Jugend und Generationenbeziehungen im gesellschaftlichen Wandel.
Von 2005 bis 2012 war sie als Forschungsprofessorin am Institut für Prähistorische und Naturwissenschaftliche Archäologie in Basel zuständig für das Projekt Neue Grundlagen für sozialgeschichtliche Forschungen in der Prähistorischen Archäologie. Unter ihrer Leitung wurden die Leitbilder von Familie und Kindheit in der archäologischen Literatur kritisch analysiert und bewertet und Grundlagen für das Konzept einer interdisziplinären archäologischen Kindheitsforschung entwickelt.  Sie habilitierte sich 2011. Seit August 2012 ist Brigitte Röder Professorin (bis 2017 Extraordinaria, seit 2017 Ordinaria) für Ur- und Frühgeschichte und leitet den Fachbereich Ur- und Frühgeschichte und Provinzialrömische Archäologie an der Universität Basel.
Brigitte Röder beschäftigte sich auch mit Geschlechterklischees in der Archäologie und wirkte an der Sonderausstellung Ich Mann. Du Frau. Feste Rollen seit Urzeiten 2014/2015 im Archäologischen Museum Colombischlössle in Freiburg mit, zu der sie das Begleitbuch herausgab.

## Schriften (Auswahl)
- Frühlatènekeramik aus dem Breisgau. Ethnoarchäologisch und naturwissenschaftlich analysiert. Konrad Theiss Verlag, Stuttgart 1995, ISBN 978-3-8062-1210-5.[6]
- Göttinnendämmerung. Das Matriarchat aus archäologischer Sicht, mit Juliane Hummel und Brigitta Kunz, München 1996 und 2001.
- Jungsteinzeit: Frauenzeit? Frauen in frühen bäuerlichen Gesellschaften Mitteleuropas. In: Bärbel Auffermann, Gerd-Christian Weniger:  Frauen – Zeiten – Spuren (Textbuch), Neanderthal Museum Mettmann 1998, ISBN 978-3-9805839-1-6, S. 241–270. Mit Helga Brandt und Linda R. Owen: Geschlechterforschung in der Archäologie, S. 15–42.
- Das biologische Geschlecht ist nur die halbe Wahrheit. Der steinige Weg zu einer anthropologischen Geschlechterforschung, mit Kurt W. Alt, in: Ulrike Rambuscheck (Hrsg.): Zwischen Diskursanalyse und Isotopenforschung. Methoden der archäologischen Geschlechterforschung, Waxmann Verlag, Münster 2009, ISBN 978-3-8309-2112-7.
- Archäologie in Steinhauses «Sennweid» (Kanton Zug). Ergebnisse der Untersuchungen von 1942 bis 2000, mit Renate Huber, Basel 2007.
- »Schon Höhlenmänner bevorzugten Blondinen«. Gesellschaftliche und politische Funktionen der Urgeschichte im Spiegel von Medientexten. In: Hans-Joachim Gehrke, Miriam Sénécheau (Hrsg.): Geschichte, Archäologie, Öffentlichkeit. Für einen neuen Dialog zwischen Wissenschaft und Medien. Standpunkte aus Forschung und Praxis, Transcript Verlag, Bielefeld 2010, ISBN 978-3-8376-1621-7, S. 79–101.

als Herausgeberin
- Alter(n) anders denken. Kulturelle und biologische Perspektiven,  mit Willemijn de Jong, Kurt W. Alt, (Böhlau-Reihe Kulturgeschichte der Medizin, Band 2) Köln/Weimar/Wien 2012, ISBN 978-3-412-20895-0.
- Ich Mann. Du Frau. Feste Rollen seit Urzeiten? Begleitbuch zur Ausstellung im Colombischlössle, Rombach Verlag, Freiburg im Breisgau/Berlin 2014, ISBN 978-3-7930-5114-5.
- Lebensweisen in der Steinzeit. Archäologie in der Schweiz, mit Sabine Bolliger Schreyer und Stefan Schreyer, Hier und Jetzt Verlag, Baden 2017, ISBN 978-3-03919-397-4[7]